# Nequia

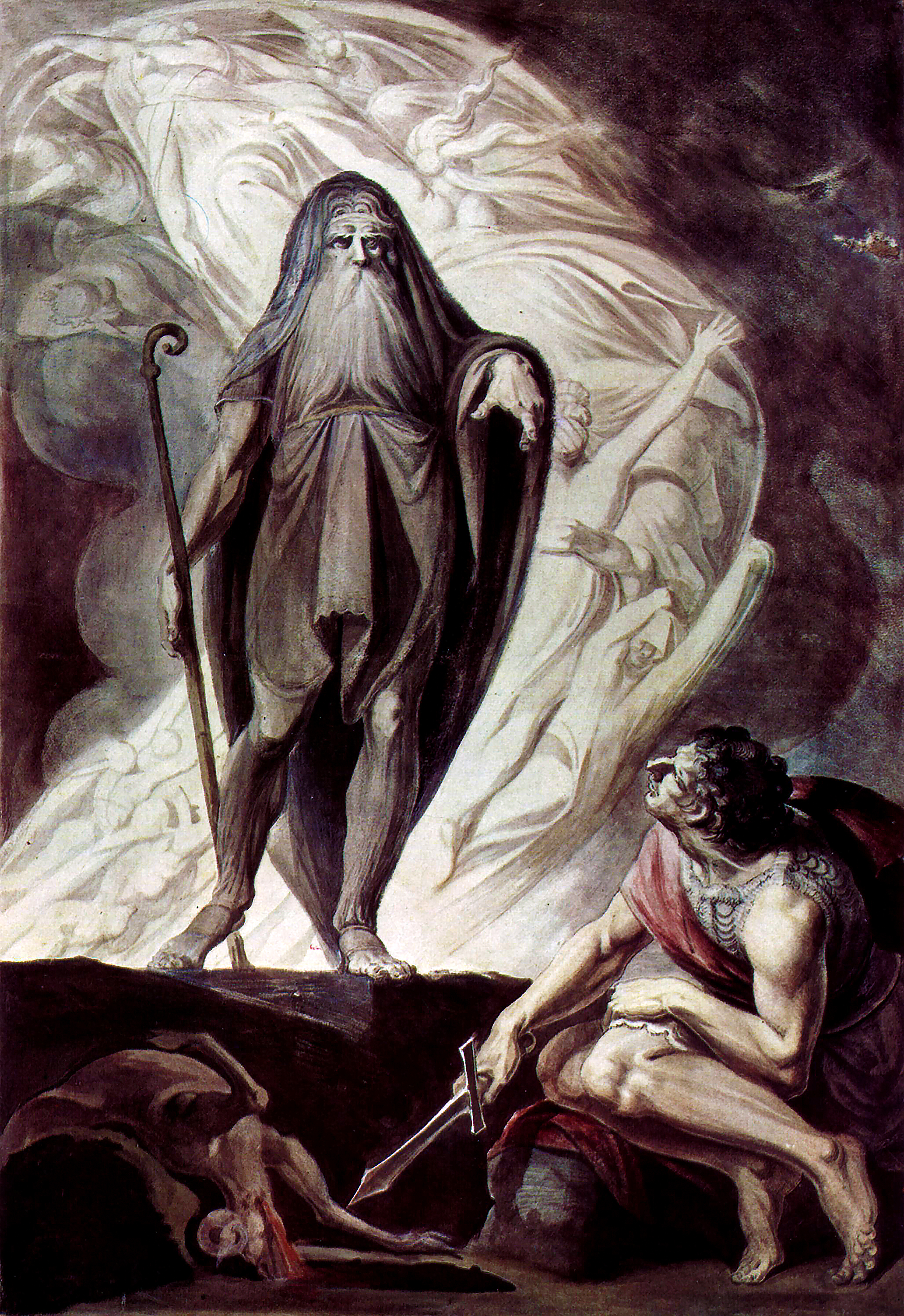
A Sombra de Tirésias Aparecendo a Odisseu durante o Sacrifício (c. 1780-85), pintura de Johann Heinrich Füssli, mostrando uma cena do Livro Onze da Odisséia

Na prática cúltica e literatura grega antiga, uma néquia, nequia ou necuia (em grego clássico: νέκυια ἡ νέκυα, nekyia ou nekya; de νέκυς / nékus/nékys, "o morto, o cadáver") é um "rito pelo qual fantasmas eram invocados e questionados sobre o futuro", ou seja, a necromancia. É também, em particular, o título dado ao canto XI da Odisseia relacionada à invocação do falecido adivinho Tirésias por Odisseu que, buscando desesperadamente retornar a Ítaca, recebe de Circe o conselho de consultar o adivinho tebano sobre o futuro de sua jornada (final do canto X). Tendo Tirésias morrido, Circe inicia Ulisses nos segredos de um ritual que lhe permitirá comunicar-se com ele apesar de tudo. 
Uma nekyia não é necessariamente a mesma coisa que uma catábase. Embora ambas propiciem a oportunidade de conversar com os mortos, apenas uma katabasis é a jornada real e física ao submundo empreendida por vários heróis da mitologia grega e romana. Com efeito, Odisseu não desce ao Inferno, é o morto que, invocado pelo ritual, vem falar-lhe desde o reino do Hades. Na linguagem comum, no entanto, o termo "nekyia" é frequentemente usado para incluir os dois tipos de evento, de modo que na Antiguidade Tardia, por exemplo, "Olimpiodoro ... alegou que três mitos [platônicos] foram classificados como nekyia (uma história do submundo, como no livro 11 da Odisseia de Homero)".

## Questionando fantasmas
Vários sítios na Grécia e na Itália foram dedicados total ou parcialmente a nekyomanteia (oráculos dos mortos). "O submundo se comunicava com a terra por canais diretos. Eram cavernas cujas profundezas não eram sondadas, como a de Heracleia Pôntica." O mais notável foi o Necromanteion na cidade de Éfira, no noroeste da Grécia. Outros oráculos dos mortos podem ser encontrados em Tênaro e Averno. Esses locais especializados, no entanto, não eram os únicos locais onde a necromancia era realizada. Podia-se também realizar o rito em uma tumba, por exemplo, e em tragédias gregas estátuas tumulares serviam de acesso para a comunicação. Entre os deuses associados ao rito de nekyia estão Hades, sua esposa Perséfone, Hécate e Hermes (na qualidade de psicopompo – aquele que escolta almas ao Hades). Funcionários residentes do nekyomanteion provavelmente seriam evocadores denominados psicagogos.

## AOdisseia

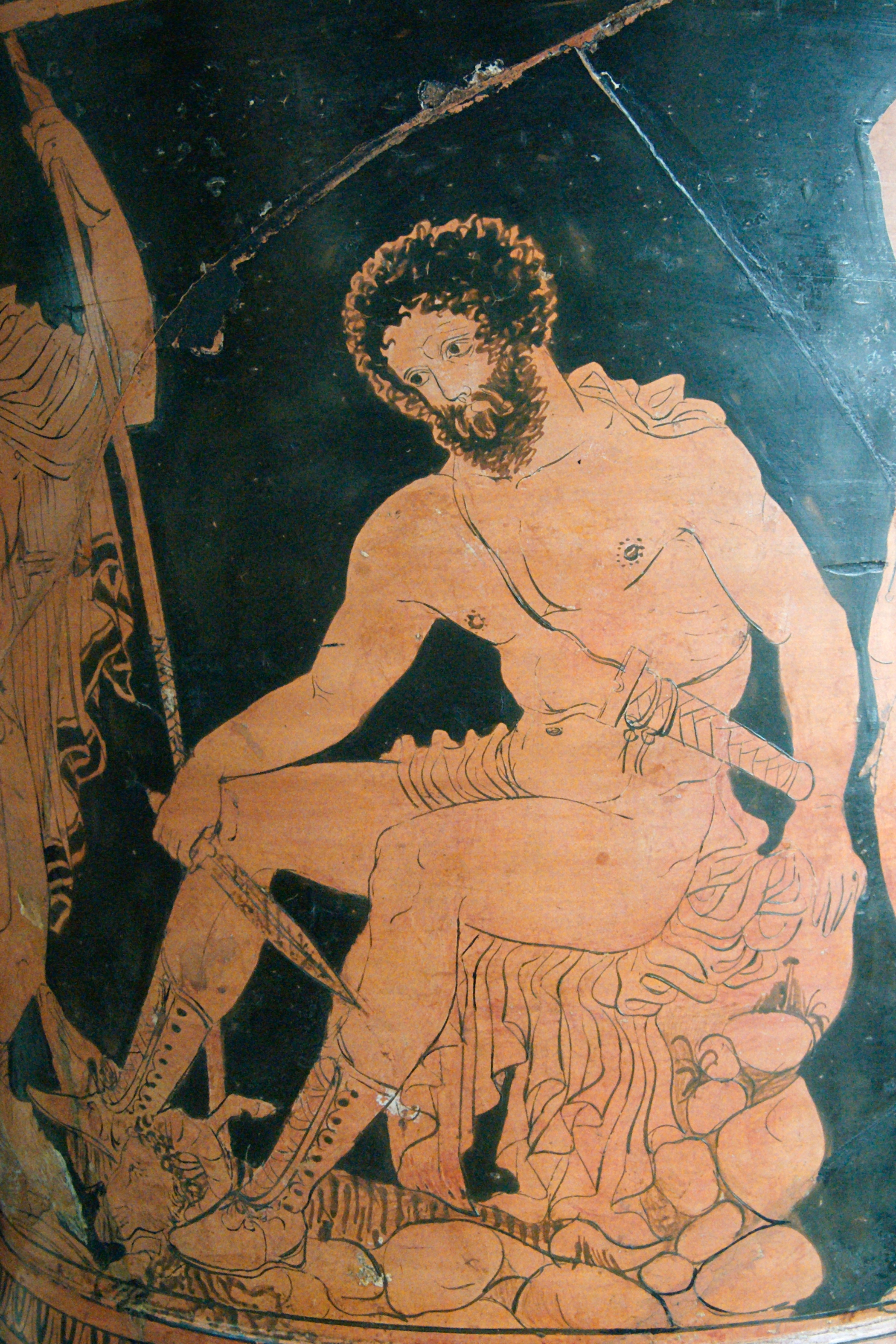
Ulisses sacrifica um carneiro para invocar a alma de Tirésias. Cratera lucaniana de figura vermelha, século IV a.C., Gabinete de medalhas da BnF.

A referência mais antiga a essa prática de culto vem do Livro 11 da Odisseia, que era chamado de Nekyia na Antiguidade Clássica. Odisseu foi instruído a "fazer uma viagem de um tipo muito diferente e encontrar o caminho para os Salões de Hades ... através do Rio do Oceano". Lá ele consulta a alma do sacerdote e profeta Tirésias sobre os meios de voltar para casa em Ítaca, em um cenário de "fantasmas e sangue escuro e ruídos misteriosos, como uma tela de Hieronymous Bosch". Ele sacrifica um carneiro e uma ovelha de modo que "as incontáveis sombras dos mortos e dos que se foram" "surgiriam em redor", e então ele encontra e fala com as almas dos mortos. 
"A história da jornada de Odisseu ao Hades ... foi seguida ... por mais relatos de tais viagens realizadas por outros heróis", embora seja claro que, por exemplo,"a κατάβασις  [catábase, "descida"] de Hércules em sua forma tradicional deve ter diferido visivelmente da Nekyia".
O dramaturgo ateniense Ésquilo apresenta o uso de nekyiai ao lado da tumba em seus Persas e Coéforas (Portadores de Libação), e há fragmentos de uma peça chamada Psicagogos que faz referência à travessia odisseica.
Retornar do Submundo, da Casa de Hades, vivo representa o feito monumental que um mero mortal poderia realizar. Nisso, Eneias supera Odisseu, que apenas viaja até a entrada do Mundo Inferior para realizar o sacrifício ritual necessário para convocar os espíritos dos mortos, os fantasmas cujo conhecimento ele busca. Eneias realmente desce para a Casa de Hades e viaja pelo mundo dos mortos.
O pintor Polignoto (século V a.C.) representou a travessia marítima de Odisseu ao Hades em uma de suas pinturas chamada Nekyia, que foi descrita por Pausânias e recebeu tentativas de reconstrução de acadêmicos modernos.

## Menipo e Luciano de Samósata
Luciano de Samósata é o autor de um diálogo satírico intitulado Μένιππος ἢ Νεκυομαντεία, datado de 161-162 AD, que, como argumenta o filólogo clássico alemão Rudolf Helm (1872-1966), pode ser um epítome da perdida Nekyia do filósofo cínico Menipo. Em Vidas e Doutrinas dos  Filósofos Ilustres, Diógenes Laércio lista a Nekyia entre as treze obras compostas por Menipo (Vitae philosophorum, VI, 101). No diálogo de Luciano, Menipo, perplexo com os relatos conflitantes da vida após a morte apresentados por Homero, Hesíodo, os filósofos e os poetas trágicos, decide descobrir a verdade por si mesmo. Ele, portanto, pede a ajuda de um mago babilônico, chamado Mitrobarzanes, para visitar o mundo subterrâneo. Mitrobarzanes realiza um ritual necromântico e os dois descem ao Hades, onde vêem Piriflegetonte, Cérbero, o palácio de Plutão, Caronte e o resto da maquinaria mitológica do submundo grego. Em última análise, o cenário do submundo serve a Luciano como um veículo para a sátira não apenas dos ricos e poderosos, mas também dos filósofos. 

## Jung
C. G. Jung usou o conceito de Nekyia como parte integrante de sua psicologia analítica: "Nekyia ... introversão da mente consciente nas camadas mais profundas da psique inconsciente". Para Jung, "a Nekyia não é uma queda sem rumo ou destrutiva no abismo, mas uma catábase significativa ... seu objetivo é a restauração de todo o homem".
Jolande Jacobi acrescentou que "esta 'grande Nekyia' ... está entrelaçada com inúmeras experiências de nekyia menores".

### Viagem noturna no mar
Jung usou as imagens da Nekyia, da "viagem noturna no mar ... descer no ventre do monstro (jornada para o inferno)", e de "'Katabasis' (descida ao mundo inferior)" quase indistintamente. Seus seguidores mais próximos também as viam como metáforas indistinguíveis para "uma descida às profundezas escuras e quentes do inconsciente ... uma viagem para o inferno e 'morte"' – enfatizando, por exemplo, que "o grande arco da viagem marítima noturna compreende muitos ritmos menores, arcos menores no mesmo 'padrão primordial,"' assim como a nekyia.